# Тупело (Мисисипи)
Тупело (енгл. Tupelo) град је у америчкој савезној држави Мисисипи.

## Демографија
По попису из 2010. године број становника је 34.546, што је 335 (1,0%) становника више него 2000. године.
| Група             | 2000.          | 2010.          |
| Белци             | 23.500 (68,7%) | 19.929 (57,7%) |
| Афроамериканци    | 9.676 (28,3%)  | 12.709 (36,8%) |
| Азијати           | 301 (0,9%)     | 339 (1,0%)     |
| Хиспаноамериканци | 484 (1,4%)     | 1.205 (3,5%)   |
| Укупно            | 34.211         | 34.546         |